# Cypsiurus
A Cypsiurus a madarak (Aves) osztályának sarlósfecske-alakúak (Apodiformes) rendjébe, ezen belül a  sarlósfecskefélék (Apodidae) családjába tartozó nem.

## Rendszerezésük
A nemet René Primevère Lesson francia orvos és ornitológus írta le 1843-ben, az alábbi fajok tartoznak ide:
- afrikai pálmasarlósfecske (Cypsiurus parvus)
- Cypsiurus gracilis vagy Cypsiurus parvus gracilis
- ázsiai pálmasarlósfecske (Cypsiurus balasiensis)

## Előfordulásuk
Afrika és Ázsia területén honosak. Természetes élőhelyeik szubtrópusi és trópusi erdők, szavannák és cserjések. Állandó, nem vonuló fajok.

## Megjelenésük
Testhosszuk 11-16 centiméter közötti.

## Életmódjuk
Rovarokkal táplálkoznak.